# 양차오웨이
양차오웨이(중국어 정체자: 楊朝偉, 병음: Yáng Cháowêi, 한자음: 양조위, 1967년 5월 16일 ~ )는 중화민국의 정치인이다. 2014년 타오위안시 제6선거구 및 2022년 타오위안시 제3선거구의 시의원으로 당선된다.

## 학력
- 타오위안현 다시진 차오아이 국민소학
- 타오위안현 타오위안 국민중학
- 다화 공업전과학교
- 단장 대학 공공행정학 학사
- 단장 대학 경영과학석사
- 맨체스터 주립대학교 공공행정석학

## 같이 보기
- 중국국민당